# Hardangerbrua

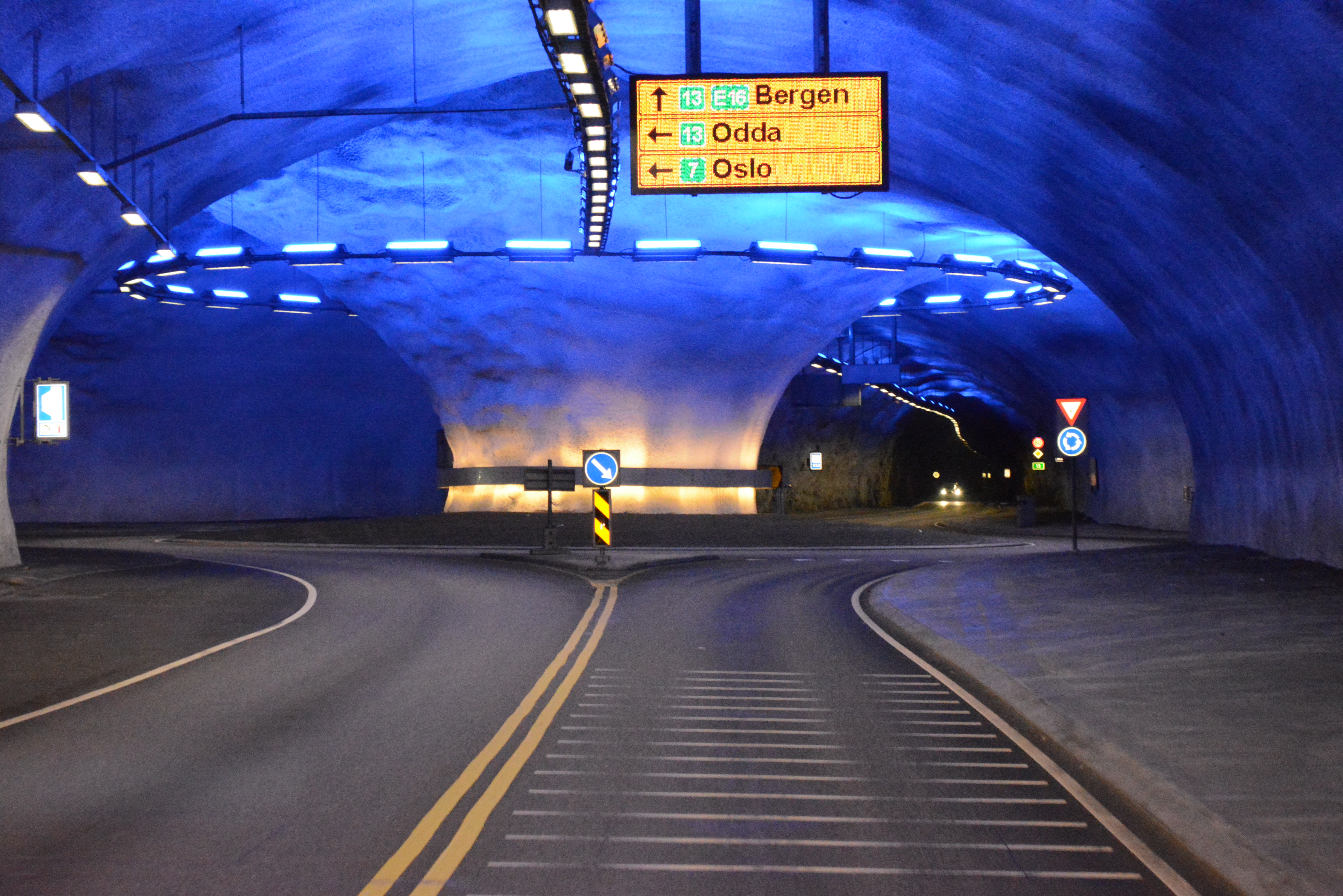
In 2013 gecreëerde rondpunten in de aanvoertunnels

De Hardangerbrua (Nederlands: Hardangerbrug) is een hangbrug over de Eidfjord, een zijtak van de Hardangerfjord in Noorwegen. De brug ligt tussen de gemeenten Ullensvang en Ulvik in de zuidwestelijke provincie Vestland. De brug wordt benut door de Riksvei 13, is onderdeel van een van de wegtrajecten tussen Bergen en Oslo en verving een tijdrovende veerbootverbinding over het fjord. De Hardangerbrug is de hangbrug met de langste overspanning in Noorwegen. Bij opening is het de hangbrug met de langste overspanning wereldwijd die aan beide zijden direct uitkomt op een tunnel.
Bij zijn ingebruikname op 17 augustus 2013 stond de hangbrug qua overspanning op de tiende positie in de wereldranglijst. De totale lengte van de brug is 1.400 meter, de hoogte van de twee pylonen 200 meter, de grootste overspanning 1.310 meter. De doorvaarthoogte is 55 m. Dit verhindert de grootste cruiseschepen de fjord nog helemaal door te varen. De 20 m brede brug is ingedeeld in een rijbaan met twee rijstroken voor tweerichtingsverkeer en een aparte baan voor fietsers en voetgangers.
De brug is ook de langste wereldwijd met maar twee autorijstroken. De tunnels waar de brug op aansluit, de Vallaviktunnel en de Butunnel leiden beide tot een rotonde in de tunnel, vanwaar twee routes naar aparte uitgangen leiden. De Butunnel in Ullensvang op de zuidelijke kant is een nieuwe tunnel die van 2010 tot 2013 werd uitgeboord en waarvan de drie takken tot de centrale rotonde elk maar een paar honderd meter lang zijn (een voor de aftakking naar de hier eindigende Riksvei 7, de andere voor de verderzetting van de Riksvei 13). De Vallaviktunnel in Ulvik was een 7,5 km lange bestaande tunnel uit 1985 waar dicht bij een van de uitgangen ook een rotonde werd uitgehouwen en waar een nieuwe, derde route naar de tunnelmond aan het fjord gecreëerd.